# 伯威尔猪笼草
伯威尔猪笼草是塞舌尔，特别是马埃岛和西卢埃特岛特有的热带食虫植物。其生长于花岗岩山顶部的岩石区，根系常深入石缝中。其海拔分布范围为350米至750米。其得名于法国植物收藏家奥古斯特·佩尔维莱（Auguste Pervillé）。
一种学名为“Creutzeria seychellensis”的螨被发现生活于伯威尔猪笼草的捕虫笼中。

## 分类学
1852年其原被描述为伯威尔猪笼草（Nepenthes pervillei），但后来又因种子形态的特殊，又被归入一个单种属无翼种猪笼草亚属（Anurosperma）中，并命名为伯威尔无翼种猪笼草（Anurosperma pervillei）。其种子与之近缘的马达加斯加猪笼草（N. madagascariensis）之间都存在着巨大的区别，即缺乏其他猪笼草普遍存在的两翼。但在简·斯洛尔（Jan Schlauer ）的分类系统中，无翼种猪笼草亚属被并入猪笼草属中。其根系也极其脆，移栽易死亡。
长期以来伯威尔猪笼草都被认为是最为“原始”的猪笼草属物种之一，而近期的分子系统发育学研究已确定伯威尔猪笼草在猪笼草属内的原始地位。

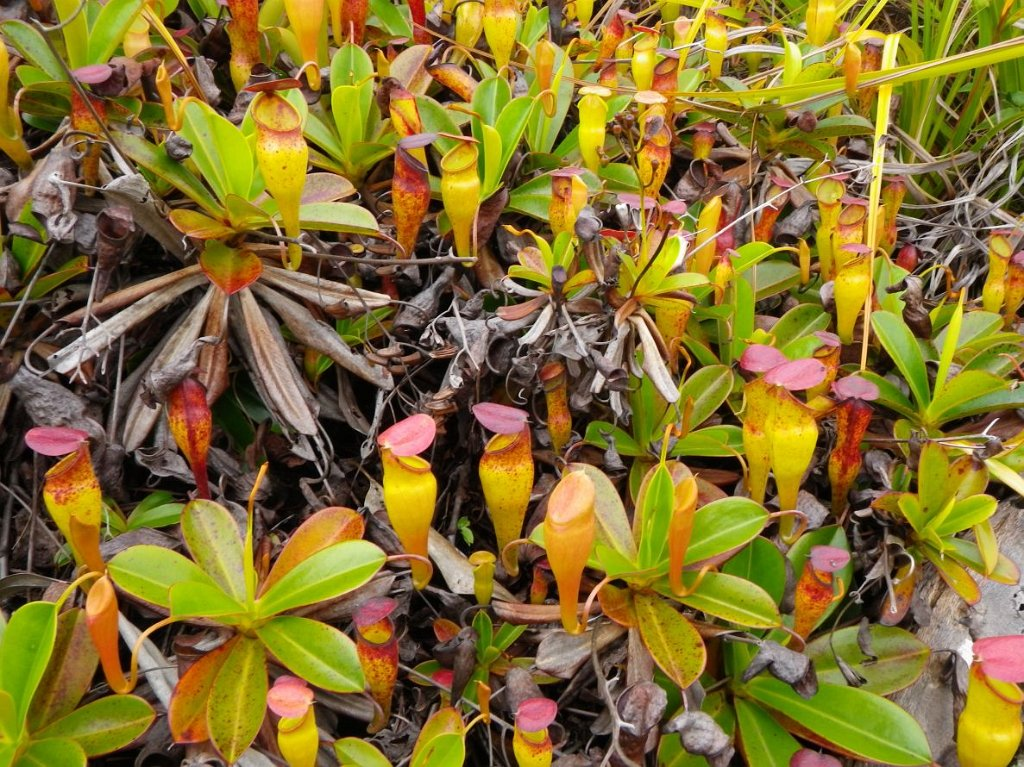
成年植株的侧芽
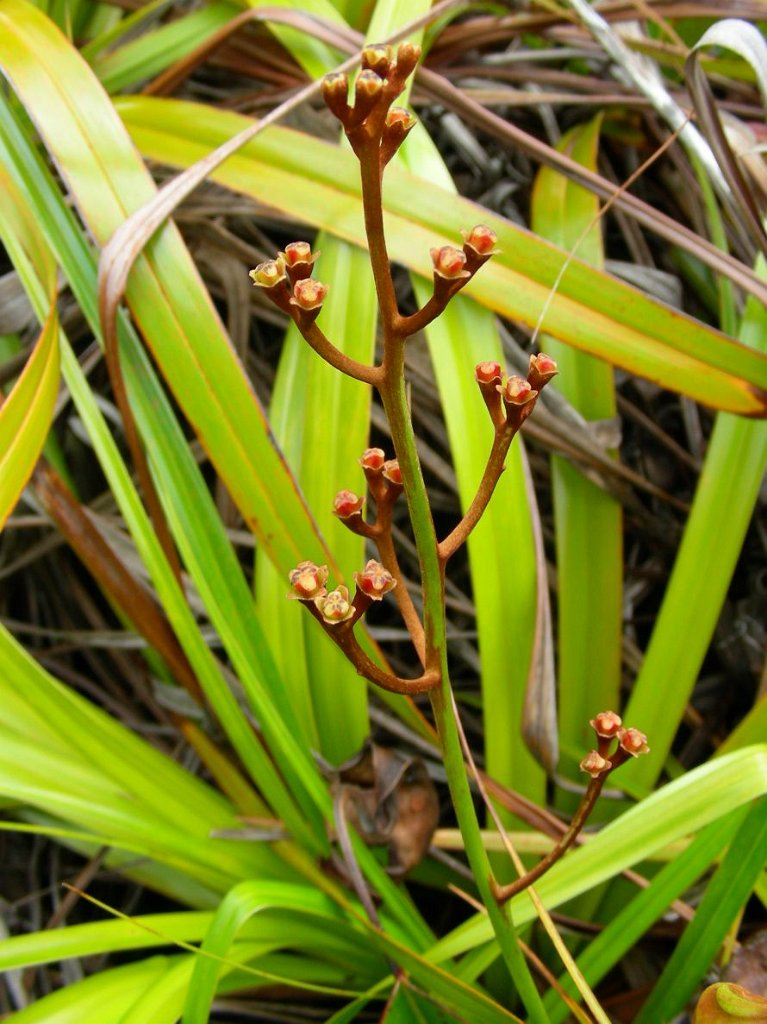
花序

## 扩展阅读
- 食虫植物照片搜寻引擎中 伯威尔猪笼草的照片（页面存档备份，存于）

 维基共享资源上的相關多媒體資源：伯威尔猪笼草
 維基物種上的相關：伯威尔猪笼草